# Олдржих (Бохемия)
Олдржих (на чешки: Oldřich; * ок. 975, † 11 ноември 1034), изветен също като Улрих или Олдрич, e херцог на Бохемия от 1012 до 1033 г. и за кратко – през 1034 г.

## Живот
Син е на Болеслав II Благочестиви и брат на Болеслав III Червенокосия и Яромир. Олдржих детронира Яромир на 12 април 1012 г. и признава Бохемия за васална на Свещената Римска империя. Разделя се с жена си под предлог, че не могат да имат деца. След това Олдржих се жени за селянка, известна като Божена.
Олдржих и синът му Бретислав искали да си върнат Моравия от поляците и през 1029 г. Бретислав прогонва поляците от източните земи. Усилията на Бретислав в Словакия срещу Унгария през 1030 г. се провалят поради ревността на император Конрад II. През следващата година чешките сили отказват да вземат каквато и да е област за императора.
През 1032 г. Олдржих е поканен на съвещание в Мерзебург, но не се явява. Неговото отсъствие разгневява император Конард II. Зает с мероприятия в Бургундия, императорът възлага на сина си Хайнрих VI, херцог на Бавария, да накаже непокорната Бохемия. Олдржих се подчинява и Хайнрих го изпраща в Бавария. На чешкия престол се възкачва брат му Яромир, който от своя страна бива заловен, ослепен и свален от Олдржих, който поема властта отново и прогонва сина на Яромир от Моравия.
Олдржих умира внезапно на 9 ноември 1034 г. По-късно изследване на скелета му разкрива, че фатален удар бил нанесен на черепът му. След смъртта на Олдржих Яромир се отказва от престола в полза на Бретислав.
Второ царуване: